# Pays
Ordet Pays kan oversættes til dansk med ordet land. Det stammer fra det latinske ord pagus, der i Frankrig betegner en gallo-romersk administrativ opdeling.
Da land egentlig er en betegnelse for et landområde med en fælles identitet i form af geografiske, økonomiske, kulturelle eller sociale bånd, har man indført begrebet igen i Frankrig, således at man kan binde et område sammen på tværs af øvrige administrative grænser.
Pays kan således brede sig over flere departementer, men vil normalt holde sig indenfor en region. På grund af muligheden for at brede sig ud over departementsgrænserne adskiller et pays sig fra de forskellige kommunesamarbejder, der findes i landet.
Ofte bruges ordet Pays også i forbindelse med région naturelles.

## Liste over pays i Frankrig

### Alsace
- Pays de l'Alsace du Nord
- Pays Saverne, Plaine et Plateau
- Pays Bruche-Mossig-Piémont
- Pays de l'Alsace centrale
- Grand Pays de Colmar
- Pays Rhin-Vignoble-Grand Ballon
- Pays de la Thur et de la Doller
- Pays de la région mulhousienne
- Pays de Saint-Louis et Trois Frontières
- Pays du Sundgau

### Aquitaine
- Pays Adour Chalosse Tursan
- Pays Adour Landes Océanes
- Pays de l'Agenais
- Pays basque
- Pays du Bassin d’Arcachon et du Val de l’Eyre
- Pays du Cœur d'Albret
- Pays du Cœur de l'Entre deux Mers
- Pays du Dropt
- Pays du Grand Bergeracois
- Pays du Grand Pau
- Pays des Graves et Landes de Cernès
- Pays Haut Entre deux mers
- Pays de la Haute Gironde
- Pays de l'Isle-en-Périgord
- Pays de Lacq Orthez Béarn des Gaves
- Pays Landes de Gascogne
- Pays Landes Nature Côte d'Argent
- Pays du Libournais
- Pays de Médoc
- Pays d'Oloron et du Haut-Béarn
- Pays du Périgord noir
- Pays du Périgord vert
- Pays du Val d’Adour
- Pays Val de Garonne-Gascogne
- Pays de la Vallée du Lot
- Pays Rives de Garonne

### Auvergne
- Pays d’Ambert Livradois Dore Forez
- Pays d'Aurillac
- Pays des Combrailles
- Grand Clermont
- Pays du Grand Sancy
- Pays du Haut Cantal - Dordogne
- Pays d'Issoire - Val d'Allier Sud
- Pays de la Jeune Loire et ses rivières
- Pays de Lafayette
- Pays de Saint-Flour - Haute Auvergne
- Pays en Sologne et Bocage Bourbonnais
- Pays de la Vallée de Montluçon et du Cher
- Pays du Velay
- Pays Vichy-Auvergne

### Basse-Normandie
- Pays de Caen
- Pays de Coutances
- Pays de la Baie du Mont-Saint-Michel
- Pays du Bessin au Virois
- Pays du Bocage
- Pays du Cotentin
- Pays d'Alençon
- Pays d'Argentan Pays d'Auge Ornais
- Pays d'Auge
- Pays d'Ouche
- Pays du Perche ornais
- Pays Saint-Lois
- Pays Sud Calvados

### Bourgogne
- Pays de l'Autunois Morvan
- Pays du Tonnerrois
- Pays du Châtillonnais
- Pays de Puisaye-Forterre
- Pays de Bourgogne Nivernaise
- Pays de l'Avallonnais
- Pays de l'Auxois-Morvan Côte d'Orien
- Pays Seine-et-Tilles en Bourgogne
- Pays Beaunois
- Pays de Nevers Sud Nivernais
- Pays du Chalonnais
- Pays Charolais Brionnais
- Pays de Bresse bourguignonne
- Pays de Plaine de Saône Vingeanne
- Pays Nivernais-Morvan
- Pays du Clunysois Haut Charolais
- Pays de Bourgogne du Sud

### Bretagne
Bretagne består af 4 departementer og 21 pays:
- Pays d'Auray
- Pays de Brest
- Pays de Brocéliande
- Pays du Centre-Bretagne
- Pays du Centre-Ouest de Bretagne
- Pays de Cornouaille
- Pays de Dinan
- Pays de Fougères
- Pays de Guingamp
- Pays de Lorient
- Pays de Morlaix
- Pays de Ploërmel-Cœur de Bretagne
- Pays de Pontivy
- Pays de Redon et Vilaine
- Pays de Rennes
- Pays de Saint-Brieuc
- Pays de Saint-Malo
- Pays de Trégor-Goëlo
- Pays des Vallons de Vilaine
- Pays de Vannes
- Pays de Vitré-Porte de Bretagne

### Région Centre
Regionen Centre, består af 6 departementer, og 30 pays:
- Pays Drouais
- Pays Perche d'Eure-et-Loir
- Pays Beauce
- Pays chartrain
- Pays Dunois
- Pays Beauce Gâtinais en Pithiverais
- Pays Loire-Beauce
- Pays Forêt d'Orléans - Val de Loire
- Pays Gâtinais
- Pays du Giennois
- Pays Sologne Val-Sud
- Pays Vendômois
- Pays Beauce-Vallée de la Loire
- Pays des châteaux
- Pays Grande Sologne
- Pays Vallée du Cher et du Romantinais
- Pays Sancerre-Sologne
- Pays de Vierzon
- Pays de Bourges
- Pays Loire-Val d'Aubois
- Pays Berry-Sain-Amandois
- Pays Loire Nature Touraine
- Pays du Chinonais
- Pays Loire-Touraine
- Pays Loches et Touraine du sud
- Pays Boischaut-Nord
- Pays Issoudun-Champagne berrichonne
- Pays Castelroussin Val de l'Indre
- Pays Val de Creuse-Val d'Anglin
- Pays de La Châtre-en-Berry

### Champagne-Ardenne
Champagne-Ardenne, er udover opdelingen i 4 departementer, også opdelt i 25 pays :
- Pays de l'Argonne ardennaise
- Pays de l'Argonne champennoise
- Pays d'Armance
- Pays de Bar-sur-Aube
- Pays du Barséquanais
- Pays Brie et Champagne
- Pays de Châlons en Champagne
- Pays de Chaumont
- Pays des crêtes préardennaises
- Pays d'Epernay, terres de Champagne
- Pays de Langres
- Pays du nord Haut-Marnais
- Pays du nord-est aubois
- Pays d'Othe
- Pays de la plaine de Champagne
- Pays rémois
- Pays réthélois
- Pays des Rièzes, Sarts et Thiérache
- Pays Sedanais
- Pays de Seine en plaine champenoise
- Pays de Seine, Melda et coteaux champenois
- Pays des trois cantons
- Pays des trois vallées, Aube, Seine, Barbuise
- Pays des vallées Meuse et Semoy
- Pays Vitryat

### Franche-Comté
Franche-Comté er udover opdelingen i 4 departementer, også opdelt i 16 pays:
- Pays de l'aire urbaine Belfort-Montbéliard-Héricourt-Delle
- Pays Dolois - Pays de Pasteur
- Pays du Doubs Central
- Pays Graylois
- Pays du Haut-Doubs
- Pays du Haut Jura
- Pays de la Haute Vallée de l'Ain
- Pays Horloger
- Pays des Lacs et de Petite Montagne
- Pays Lédonien
- Pays de Loue Lison
- Pays des Portes du Haut-Doubs
- Pays du Revermont
- Pays des Sept Rivières
- Pays de Vesoul et du Val de Saône
- Pays des Vosges Saônoises

### Haute-Normandie
- Pays Risle-Estuaire
- Pays Risle-Charentonne
- Pays d'Avre, d'Eure et d'Iton
- Pays Drouais
- Pays Roumois
- Pays du Vexin normand
- Pays de Bray
- Pays entre Seine et Bray
- Pays Bresle-Yères
- Pays dieppois-Terroir de Caux
- Pays du plateau de Caux maritime
- Pays de Caux-Austreberthe
- Pays Hautes Falaises
- Pays de Caux-Vallée de la Seine
- Pays Le Havre-Pointe de Caux-Estuaire

### Languedoc-Roussillon
Languedoc-Roussillon består af 19 pays :
- Pays Aigoual Cévennes Vidourle
- Pays Carcassonnais
- Pays Cévennes
- Pays Cœur d'Hérault
- Pays Corbières Minervois
- Pays Gard rhodanien
- Pays Garrigues et Costières de Nîmes
- Pays Gévaudan-Lozère
- Pays Gorges, Causses et Cévennes
- Pays Haut Languedoc et Vignobles
- Pays Haute vallée de l'Aude
- Pays de la Narbonnaise
- Pays Lauragais
- Pays Pyrénées-Méditerranée
- Pays des Sources
- Pays Terres romanes en Pays catalan
- Pays Uzège-Pont du Gard
- Pays de la Vallée de l'Agly
- Pays Vidourle-Camargue

### Limousin
Limousin består af 16 pays.
- Pays d'ouest Limousin
- Pays du Haut Limousin
- Pays de Monts et Barrages
- Pays de Saint Yrieix – Sud de la Haute-Vienne
- Pays de Limoges
- Pays de l'occitane et des Monts d’Ambazac
- Pays de Tulle
- Pays de Haute Corrèze
- Pays de Brive
- Pays de la Vallée de la Dordogne corrézienne
- Pays d’Egletons
- Pays de Vézère-Auvézère
- Pays de Guéret
- Pays du Sud Creusois
- Pays Combraille en Marche
- Pays de l’Ouest Creusois

### Lorraine
- Bassin houiller
- Pays Barrois
- Pays Cœur de Lorraine
- Pays de Bitche
- Pays de la Déodatie
- Pays de l'Ouest Vosgien
- Pays de Nied
- Pays d'Epinal, Coeur des Vosges
- Pays de Remiremont et ses vallées
- Pays de Sarrebourg
- Pays de Thionville (Pays des Trois Frontières)
- Pays de Verdun
- Pays du Bassin de Briey
- Pays du Haut Val de Meuse
- Pays du Lunévillois
- Pays du Saulnois
- Pays du Val de Lorraine
- Pays-Haut
- Pays messin
- Pays Terres de Lorraine

### Midi-Pyrénées
Midi-Pyrénées består af 32 pays :
- Pays Albigeois Bastides
- Pays d’Armagnac
- Pays d’Auch
- Pays d’Autan
- Pays Bourian
- Pays de Cahors et du Sud du Lot
- Pays de Cocagne (Charte de Pays)
- Pays Comminges Pyrénées
- Pays des Coteaux
- Pays du Couserans
- Pays de Figeac du Ségala au Lot Célé
- Pays de Foix Haute Ariège
- Pays Garonne Quercy Gascogne
- Pays Girou Tarn Frontonnais
- Parc naturel régional des Grands Causses du Rouergue
- Pays du Haut Rouergue
- Pays Lauragais
- Pays Midi - Quercy
- Pays Montalbanais
- Pays des monts et lacs en Lévézou
- Pays des Nestes
- Pays des Portes d’Ariège - Pyrénées
- Pays Portes de Gascogne
- Pays des Pyrénées Cathares
- Pays du Rouergue Occidental
- Pays Ruthénois
- Pays Sidobre et Monts de Lacaune
- Pays du Sud Toulousain
- Pays de Tarbes et de la Haute Bigorre
- Pays du Val d’Adour
- Pays de la Vallée de la Dordogne lotoise
- Pays des Vallées des Gaves
- Pays du Vignoble gaillacois, Bastides et Val Dadou
- Pays des Pyrénées

### Nord-Pas-de-Calais
Nord-Pas-de-Calais, udover opdelingen i 2 departementer, er det også opdelt i 12 pays:
- Pays d'Artois
- Pays Boulonnais
- Pays Calaisis
- Pays du Cambrésis
- Pays Cœur de Flandre
- Pays de la Lys Romane
- Pays Montreuillois
- Pays des Moulins de Flandre
- Pays Pévélois
- Pays de Saint-Omer
- Pays Sambre-Avesnois
- Pays des Sept Vallées
- Pays du Ternois
- Pays de Flandres
- Pays des Géants

### Pays de la Loire
- Pays d'Ancenis
- Pays de Redon et Vilaine
- Pays du Vignoble nantais
- Pays de Grandlieu-Marchecoul-Logne
- Pays de Retz Atlantique
- Pays de Châteaubriant
- Pays Choletais
- Pays du Haut-Anjou Segréen
- Pays Loire-Angers
- Pays Loire, Layon, Lys, Aubance
- Pays des Mauges
- Pays Saumurois
- Pays des Vallées d'Anjou
- Pays de Haute Mayenne
- Pays des Coëvrons
- Pays de la Vallée de la Sarthe
- Pays de la Haute Sarthe
- Pays Vallée du Loir
- Pays du Mans
- Pays du Perche Sarthois
- Pays d'Alençon (à cheval sur la Basse-Normandie)
- Pays de Yon et Vie
- Pays du Bocage vendéen
- Pays de Sud-Vendée

### Picardie
La Picardie, udover opdelingen i 3 departementer, er det også opdelt i 17 pays:
- Chaunois
- Clermontois - Plateau Picard
- Grand Amiénois
- Grand Bassin Creillois
- Grand Beauvaisis
- Grand Laonnois
- Pays Compiègnois
- Pays des Sources et Vallées
- Pays interrégional Bresle-Yères
- Picardie Maritime
- Saint-Quentinois
- Santerre / Haute-Somme
- Soissonnais
- Sud de l'Aisne
- Sud de l'Oise
- Thelle Vexin / Sablons
- Thiérache

### Poitou-Charentes
Poitou-Charentes, udover opdelingen i 4 departementer, er det også opdelt i 27 pays :
- Pays d'Aunis
- Pays du Bocage Bressuirais
- Pays de Charente Limousine
- Pays Chauvinois
- Pays Civraisien
- Pays d'Entre Touvre et Charente
- Pays de Gâtine
- Pays de Haute-Saintonge
- Pays du Haut-Poitou et Clain
- Pays du Haut Val de Sèvre
- Pays d'Horte et Tardoire
- Pays de l'Île de Ré
- Pays Loudunais
- Pays Marennes-Oléron
- Pays Mellois
- Pays Montmorillonnais
- Pays Ouest-Charente Pays du cognac
- Pays Rochefortais
- Pays Rochelais
- Pays Ruffécois
- Pays de Saintonge Romane
- Pays des Six Vallées
- Pays Sud Charente
- Pays Thouarsais
- Pays des Vals de Gartempe
- Pays des Vals de Saintonge
- Pays de Vienne et Moulière

### Provence-Alpes-Côte d'Azur
Provence-Alpes-Côte d'Azur, er udover at være inddelt i 6 departementer, også opdelt i 15 pays.
- Pays Sisteronais-Buëch
- Pays Gapençais
- Pays du Grand Briançonnais
- Pays savinois-Ubaye-Durance
- Pays Dignois
- Pays Asses-Verdon-Vaïre-Var
- Pays de la Provence verte
- Pays Une Autre Provence
- Pays de Haute-Provence
- Pays des Paillons
- Pays Durance-Provence
- Pays d’Arles
- Pays du Verdon
- Pays Vallée d’Azur Mercantour
- Pays de la Vésubie

### Rhône-Alpes
- Pays de Gex
- Pays de la Drôme-des-collines
- Pays de Maurienne
- Pays du Sud-Grésivaudan
- Pays Une Autre Provence
- Pays de Bièvre et Valloire